# Nubigidiella nubica
Nubigidiella nubica is een vlokreeftensoort uit de familie van de Bogidiellidae. De wetenschappelijke naam van de soort is voor het eerst geldig gepubliceerd in 1984 door Ruffo.